# Llanuras del Guareña
Las Llanuras del Guareña es un espacio natural protegido por la Red Natura 2000 en la provincia de  Zamora (Castilla y León, España).
El espacio protegido incluye 41.767 ha de las comarcas de la Tierra del Vino y de La Guareña, en la zona sureste de la provincia de Zamora y vertebradas por el río Guareña. Su especial importancia reside en la notable población reproductora de avutarda común, cuya presencia tiene relevancia a nivel nacional e internacional. También por la presencia de otras aves como el aguilucho pálido y el sisón común. La presencia de estas aves hizo que fuera declarado ZEPA, con el código ES0000208. El espacio limita al este con la ZEPA "Tierra de Campiñas".

## Ubicación
Se encuentra ubicado al sureste de la provincia de Zamora, ocupando parte de las comarcas de Tierra del Vino y La Guareña. Tiene como límite al este la provincia de Valladolid y al sur la de Salamanca.
Afecta parcialmente a los municipios de Argujillo, Cañizal, Castrillo de la Guareña, El Pego, El Piñero, Fuentelapeña, Fuentespreadas, Gema, Guarrate, Jambrina, La Bóveda de Toro, San Miguel de la Ribera, Vadillo de la Guareña, Vallesa de la Guareña y Villaescusa.

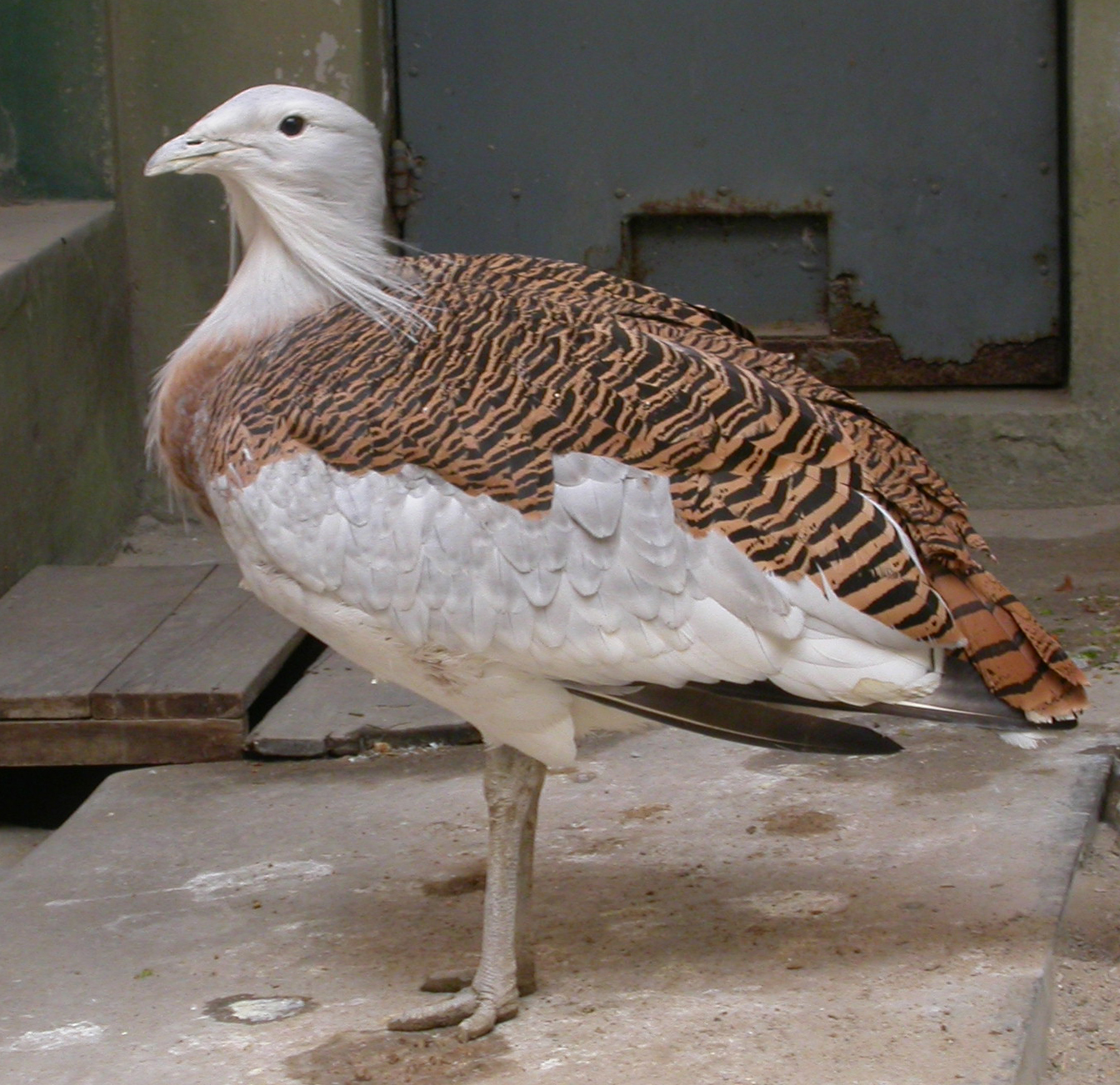
Avutarda común, una de las especies significativas por la que se declaró ZEPA a las «Llanuras del Guareña».

## Descripción
Se trata de una altiplanicie con una cota media de entre 800-820 m con algunas pequeñas elevaciones y un amplio valle por donde discurre el río Guareña. La mayor parte del territorio son campos agrícolas dedicados al cultivo de cereal de secano, cultivos de regadío y viñedos. 
En los lugares más elevados aparecen algunas parameras, junto con zonas arbustivas y encinares jóvenes. La vega del río Guareña se caracteriza por sus pastizales y sotos ribereños. También existen pequeñas zonas de lavajos, como Los Llanos, Belliscas o La Reguerina, que en épocas de inundación son de especial interés para las aves acuáticas.

## Importancia ornitológica
Este espacio natural se protegió por albergar importantes poblaciones de aves esteparias, entre las que destacan el aguilucho cenizo, el sisón y la avutarda. Además, se encuentra uno de los escasos núcleos de nidificación de ganga común de Castilla y León. Otras especies de interés son el aguilucho lagunero, el elanio azul, el milano real, la ortega, la ganga común y el alcaraván, entre otros.